# Steven Vanackere
Steven Vanackere (4 de febrero de 1964) es un político belga del partido Cristiano Demócrata y Flamenco (CD&V). De noviembre de 2009 a diciembre de 2011 fue ministro de asuntos exteriores y vice primer ministro belga en el gobierno de Yves Leterme, desde el 6 de diciembre de 2011 al 5 de marzo de 2013 fue ministro de finanzas en el gobierno de Elio Di Rupo.

## Biografía
Después de asistir a la escuela en Sint-Stevens-Woluwe y Haasrode, comenzó a estudiar en la Katholieke Universiteit Leuven y obtuvo una licenciatura en derecho en 1987 y una licenciatura en economía en 1988. Luego trabajó durante medio año en Kredietbank (hoy parte del Grupo KBC ) y luego, desde 1988, trabajó para el servicio de estudios del Christelijke Volkspartij (CVP, desde 2001 CD&V), CEPESS.
Trabajó como asesor del entonces líder del CVP, Herman Van Rompuy, en 1990 al 1991 y como jefe adjunto del gabinete del ministro de finanzas de Bruselas, Jos Chabert, en 1991 a 1993. En octubre de 1993 asumió el cargo de director general del Puerto de Bruselas, cargo que ocupó hasta abril de 2000. Al mismo tiempo, continuó trabajando en el gabinete de José Chabert de 1995 a 1999, donde ahora ocupaba el cargo de jefe de gabinete. En mayo de 2000 se trasladó del puerto de Bruselas al MIVB, autoridad de transporte de Bruselas, donde trabajó como director general adjunto hasta 2005.
En 2004, participó por primera vez en unas elecciones y fue elegido miembro del Parlamento flamenco como uno de los seis representantes de la Región de Bruselas Capital. A nivel local, también asumió el cargo de concejal de economía y comercio de la ciudad de Bruselas el 1 de diciembre de 2006.
El 28 de junio de 2007 fue nombrado como ministro de salud y familia durante la presidencia del primer ministro Kris Peeters, ocupó este cargo hasta el 30 de diciembre de 2008, cuando fue nombrado ministro de servicios públicos y empresas públicas y vice primer ministro a nivel federal en el gobierno de Van Rompuy. Tras la dimisión del gobierno de Van Rompuy el 25 de noviembre de 2009 y el nombramiento de Yves Letermes como nuevo primer ministro, le sucedió en el puesto vacante de ministro de asuntos exteriores. De allí pasó al cargo de ministro de finanzas en el gobierno de Di Rupo el 6 de diciembre de 2011. Renunció a este cargo el 5 de marzo de 2013 debido a un posible conflicto de intereses respecto de transacciones bancarias. 

## Publicaciones
- ¿Las prácticas comerciales húmedas que afectan su negocio? . En: Jura Falconis . 1986-1987, núm. 1, pág. 37-51.
- Bélgica: ¿(e) dura con la Europa financiera? . En: Nieuw Tijdschrift voor Politiek . 1988, núm. 4, ISSN {{{1}}}, pág. 59-86.
- El papel del overheid tov the bedrijfsleven . En: Nieuw Tijdschrift voor Politiek . 1988, núm. 5, ISSN 0773-0527, pág. 21-35.
- La producción de alimentos económicos se produce de forma ecológica . En: Nieuw Tijdschrift voor Politiek . 1989, núm. 5, ISSN 0773-0527, pág. 55-70.